# Sundargarh (distrikt)
Sundargarh är ett distrikt i Indien.   Det ligger i delstaten Odisha, i den centrala delen av landet, 1 000 km sydost om huvudstaden New Delhi. Antalet invånare är 2 093 437. Arean är 9 712 kvadratkilometer. Sundargarh gränsar till Jashpur.
Terrängen i Sundargarh är huvudsakligen kuperad, men åt sydväst är den platt.
Följande samhällen finns i Sundargarh:
- Raurkela
- Sundargarh
- Birmitrapur
- Bānposh